# FC Kufstein
Maillots
Le FC Kufstein, ou (de) Fußballclub Kufstein,  est un club de football autrichien basé à Kufstein dans le land du Tyrol. Le club évolue lors de la saison 2010-2011 dans le championnat de Fußball-Regionalliga, qui représente le troisième niveau dans la hiérarchie du football autrichien derrière les deux premières divisions professionnelles.
Le club est issu de la fusion en 1987 des deux clubs du SC Kufstein et du ESV Kufstein. Les couleurs du FC Kufstein, bleu-blanc-noir, proviennent de la combinaison des couleurs des deux clubs fusionnés, soit du bleu-blanc du SC Kufstein et du noir-blanc du ESV Kufstein.

## Historique

### SV Kufstein
Le Sportverein Kufstein est créé en 1919.
Le club cesse ses activités pendant la Seconde Guerre mondiale.

### SC Kufstein
Après la fin de la Seconde Guerre mondiale, le club reprend ses activités sous le nom de Sportclub Kufstein. 

### FC Kufstein
En 1987 a lieu la fusion entre le SC Kufstein, pensionnaire de la deuxième division, et le rival local du ESV Kufstein pour aboutir au nouveau club du FC Kufstein. Le club nouvellement formé joue pendant trois saisons de 1987-1988 à 1989-1990 en deuxième division, atteignant en 1989 jusqu'à la poule de promotion-relégation pour l'accession à la première division autrichienne.

### FC Kufstein amateur
Après la fusion en 1987, une deuxième équipe est inscrite en championnat et prend la succession du ESV Kufstein. Cette équipe est composée généralement de joueurs en formation. Dès sa deuxième saison, l'équipe remporte en 1989 le titre de champion de la Landesliga Ost, championnat de cinquième niveau dans la hiérarchie, et accède au niveau supérieur. La saison 1989-1990 est la plus aboutie au niveau sportif avec une sixième place acquise en championnat du Tirol (Tiroler Liga) et une victoire dans la Coupe du Tirol (Tiroler Pokal).
La deuxième équipe est reléguée dès 1991 et retrouve le championnat de Landesliga Ost. Elle remporte ensuite ce championnat en 1998 puis termine en 2006 à une place donnant accession au niveau supérieur, mais une promotion en Tiroler Liga lui est à chaque fois interdite en raison du règlement. Depuis une relégation en 2010, l'équipe joue au sixième niveau dans la hiérarchie, soit dans le championnat local de Gebietsliga Ost.
L'équipe amateure du FC Kufstein participe une fois à la Coupe d'Autriche en 1990-1991 à la suite de sa victoire en Coupe du Tirol. Le tirage au sort lui donne alors comme adversaire l'équipe première du FC Kufstein. L'équipe amateure ne fait pas le poids contre l'équipe professionnelle et est éliminée sur le lourd score de 12-2.

## Stade du club
Le club inaugure le 13 septembre 1925 son stade du Grenzlandstadion. Le terrain de ce stade était surélevé d'un côté et était craint pendant de longues années par les adversaires en particulier pour cette raison. L'affluence record dans ce stade se monte à 7 000 spectateurs et date du 20 juin 1946 lors d'une rencontre entre une sélection du Tirol contre une sélection du land de Haute-Autriche (Oberösterreich).
Des affluences similaires ne sont atteintes plus tard que lors de rencontres internationales amicales dans les années 1980, notamment lors de matchs joués par le Bayern Munich à Kufstein. La capacité officielle du stade est ensuite réduite à 5 000 spectateurs. Une seule rencontre de championnat se déroule à guichets fermés au Grenzlandstadion, pendant la saison 1988-1989 à l'occasion du match de reprise en mars 1989 contre le SV Austria Salzbourg après la trêve hivernale.
Le Grenzlandstation est rénové en 1999 et reste la propriété du club. Avec l'ouverture du centre sportif de la Kufstein Arena en 2005, le stade est intégré au centre et est renommé officiellement en Kufstein Arena. Le stade accueille ensuite plusieurs matchs de préparation d'équipes professionnelles et de sélections internationales de jeunes. En préparation à la Coupe du monde de football de 2010 en Afrique du Sud, deux rencontres internationes amicales ont lieu à la Kufstein Arena : la Biélorussie y bat la Corée du Sud 1-0 le 30 mai 2010 puis la Serbie et la Pologne y font match nul 0-0 quelques jours plus tard le 2 juin.

## Palmarès

### Titres
- Champion du Tirol (Tiroler Meister) en 1949, 1973 et 1981 (SC).
- Champion de la Regionalliga West et 1983, 1986 (SC), 1993 et 2005 (FC).
- Vainqueur du championnat du Tirol (Tiroler Landesliga) et 1960, 1967 en 1973 (SC).
- Vainqueur de la Coupe du Tirol (Tiroler Landespokal) en 1983 (SC), 1990 (amateurs), 2003 et 2010 (FC).

### Autres résultats
- Finaliste de la Coupe du Tirol (Tiroler Landespokal) en 2001, 2004, 2005 et 2008 (FC).
- Huitième de finale de la Coupe d'Autriche en 1963-1964, 1964-1965, 1986-1987 (SC) et 1987-1988 (FC).